# Lille (Belgique)
Ne pas confondre avec Lille, ville du nord de la France.
Ne pas confondre avec Lille-Saint-Hubert, section de Pelt, province de Limbourg
Lille est une commune néerlandophone de Belgique située en Région flamande, dans la province d'Anvers.
Elle est née de la fusion des anciennes communes de Lille, de Gierle, de Poederlee et de Wechelderzande.

## Héraldique
|  | La commune possède des armoiries qui lui ont été octroyées le 6 octobre 1819 et confirmées les 31 décembre 1838 et 2 décembre 1985. Elles montrent le saint-patron local, Saint Pierre portant une clé. Ce saint apparaît aussi sur le sceau local connu de 1368 à 1770. Les couleurs sont les couleurs nationales hollandaises du fait qu'en 1813 le bourgmestre a introduit la demande sans en indiquer les couleurs. Les armoiries ont donc été octroyées aux couleurs nationales. Quand les hamoiries ont été confirmées après l'indépendance de la Belgique les couleurs n'ont pas été changées. Blasonnement : D'azur, un saint Pierre d'or tenant une clé dans la main droite de même. (Traduction libre) Source du blasonnement : Heraldy of the World. |

## Sections de la commune
| # | Section        | Superf. (km²) | Habitants (2020) | Habitants par km² | Code INS |
| - | -------------- | ------------- | ---------------- | ----------------- | -------- |
| 1 | Lille          | 18,68         | 5.287            | 283               | 13019A   |
| 2 | Wechelderzande | 10,91         | 3.960            | 363               | 13019B   |
| 3 | Gierle         | 18,57         | 4.439            | 239               | 13019C   |
| 4 | Poederlee      | 11,46         | 2.873            | 251               | 13019D   |

## Démographie

### Évolution démographique: Avant la fusion des communes
- Sources : INS, Rem. : 1831 jusqu'en 1970 = recensements, 1976 = nombre d'habitants au 31 décembre[3].

### Évolution démographique: Commune fusionnée
En tenant compte des anciennes communes entraînées dans la fusion de communes de 1977, on peut dresser l'évolution suivante :
- Source : DGS - Remarque: 1806 jusqu'à 1981=recensement; depuis 1990=nombre d'habitants chaque 1er janvier[4]